# 파워컬러
파워컬러(PowerColor)는 TUL 코퍼레이션 (센신 테크놀로지 주식회사, 撼訊科技)이 1997년에 설립한 그래픽 카드 제조 회사로,대만 신베이시에 본사를 두고 있다. 파워컬러는 대만, 네덜란드, 미국 등 여러 국가에서 사무실을 운영하고 있다. 미국 지사는 캘리포니아주 산업도시에 위치해 있으며 북미와 라틴아메리카 시장에 서비스를 제공한다. TUL은 또한 유럽 시장과 일부 아시아 시장에 서비스를 제공하는 또 다른 브랜드인 VTX3D를 보유하고 있다.

## 제품

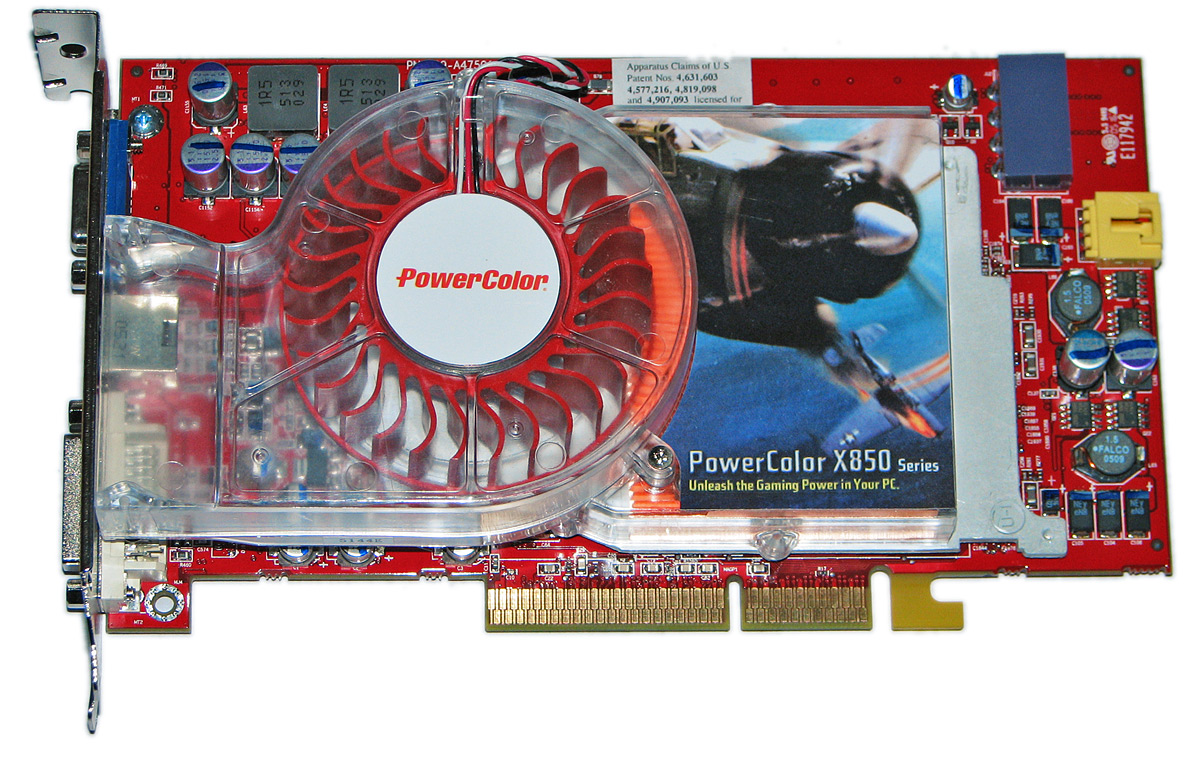
파워컬러 라데온 X850XT 플래티넘 에디션

파워컬러는 AMD 라데온 비디오 카드의 라이선스 생산업체이다.대부분의 파워컬러 그래픽 카드는 폭스콘(Foxconn)에서 제조한다.
파워컬러의 라데온 그래픽 카드는 로우엔드 워크스테이션에 적합한 저렴한 카드부터 하이엔드 게이밍 제품군까지 다양하다.그러므로 보다 다양한 용도 및 시장에 적합하다. 폭스콘(FoxConn)과의 제조 계약을 통해 카드의 사양을 변경할 수 있게 되었고, AMD 또는 주요 경쟁사인 사파이어 테크놀로지보다 사양의 제품을 기본적으로 발표할 수 있게 되었다.
파워컬러 제품은 광범위한 리뷰를 받았으며 컴퓨터 하드웨어 리뷰 사이트에서 많은 상을 받았다.

## 지원
파워컬러는 제품에 대해 2년 A/S 기간 보증을 제공한다.비디오 카드를 반품하려면 최종 사용자가 서명하고 카드를 등록해야 한다. 반품 절차는 북미 지역의 최종 사용자에게만 제공되며,고객에게 배송 책임이 있다.